# Barrea
Barrea là một đô thị thuộc tỉnh L'Aquila trong vùng Abruzzo Ý. Đô thị này có diện tích 87 km², dân số 766 người. Các đô thị giáp ranh gồm: Alfedena, Civitella Alfedena, Picinisco (FR), Rivisondoli, Roccaraso, Scanno, Scontrone, Settefrati (FR), Villetta Barrea